# Anna Stanic
 (mars 2022).
Pour l’article homonyme, voir Stanić.
Anna Stanic née le 27 mai 1997, est une actrice et une rappeuse (autrice-interprète) française, connue sous le nom de Stan.

## Biographie
Anna Stanic est franco-slovène, d’origine croate de Bosnie-Herzégovine. Elle parle couramment le slovène.
Après un parcours de Licence en Lettres modernes, elle poursuit ses études en Master de Langue française à l'université de la Sorbonne. Elle intègre la Classe Libre du Cours Florent à Paris.
Son père, acteur a été formé au Conservatoire national supérieur d'art dramatique.

### Carrière
Elle commence sa carrière en tant que petit rôle dans le film Noureev (The White Crow) de Ralph Fiennes en 2017, aux côtés d’Adèle Exarchopoulos, Oleg Ivenko, Raphaël Personnaz et Calypso Valois, puis dans le court-métrage Nico, réalisé par Hugo Becker. 
Elle joue également au théâtre le rôle de Douce dans la pièce éponyme, adaptée de la nouvelle de Fiodor Dostoïevski et mise en scène par André Oumansky en 2019 au Théâtre Lepic.
Elle rejoint en 2021 le travail d'écriture de plateau de Julie Deliquet au Théâtre Gérard-Philipe autour des œuvres Oncle Vania d’Anton Tchekhov et Derniers remords avant l'oubli de Jean-Luc Lagarce.
Elle tourne par la suite dans le court métrage Et ta fille, réalisé par Delphine Rollin, qui reçoit le prix spécial du jury au Festival Carpentras fait son cinéma, présidé par Patrick Chêne en 2021.
Elle tourne dans le film De son vivant, réalisé par Emmanuelle Bercot, sélectionné au Festival de Cannes 2021 en hors compétition et à la 27e cérémonie des Lumières, aux côtés de Benoît Magimel et Catherine Deneuve.

### Musique
C’est à la suite d’un stage de théâtre, dans lequel elle rencontre Pierre de Cintaz, ingénieur son et régisseur, qu’elle enregistre un premier EP nommé Pilote sous le nom de Stan, en référence au fanatique d'Eminem mais aussi à son nom de famille. Elle écrit l’EP en deux semaines et l’enregistrement dure deux jours.
Pilote sort le 26 novembre 2021 sur les plateformes de streaming et est composé de quatre titres : Rockstar, XXI, Cobalt et A banlieusard. 
Le premier clip de A banlieusard sort le 19 novembre 2021 et a été réalisé par Victor Riou, le tournage a eu lieu à la Cité du Cinéma dans les studios de l’école Nationale Supérieure Louis Lumière.
Le clip de Rockstar sort le 14 février 2022, tourné à Crans-Montana (Suisse), a été réalisé par Dennis Mader.

## Filmographie

### Cinéma
- 2017 : The White Crow de Ralph Fiennes : la serveuse
- 2018 : Nico d’Hugo Becker : Iris
- 2019 : De son vivant d’Emmanuelle Bercot : Anna
- 2019 : Douce France d’India Lange : Charlotte
- 2019 : La Piade de Pauline Broulis
- 2020 : Valorbiquet d’Anna Wajsbrot : Garance
- 2020 : La Mer est immense de Paul Bernard : Camille
- 2021 : Tombée de Léa Lembke et Simon Kubiena : Anouk

## Théâtre
- 2018 : Prix Olga Horstig, mise en scène de Julie Brochen, Théâtre des Bouffes du Nord : Marc Antoine
- 2019 : Douce', André Oumansky, Théâtre Lepic: Douce
- 2021 : La Vague, mise en scène d’Alexandre Auvergne, La Fabrik’Théâtre : Caroline

## Discographie
- 2021 : EP Pilote